# ヴァレンティン・ジューク
ヴァレンティン・イサーコヴィチ・ジューク（ロシア語: Валентин Исаакович Жук, ラテン文字転写例: Valentin Isaakovich Zhuk, 1934年6月28日 - ）は、旧ソ連出身のヴァイオリン奏者、指揮者。

## 人物
モスクワの出身。6歳の頃からヴァイオリンを始める。モスクワ音楽院附属の中央音楽学校でアブラム・ヤンポリスキーにヴァイオリンを学び、1952年から1957年までモスクワ音楽院に在籍してレオニード・コーガンの薫陶を受けた。1958年のチャイコフスキー国際コンクールのヴァイオリン部門で６位、1961年のロン＝ティボー国際コンクールのヴァイオリン部門で２位、1963年のパガニーニ国際コンクールで２位にそれぞれ入賞。1970年からモスクワ・フィルハーモニー管弦楽団のコンサートマスターを務めたが、1989年にオランダに移住し、オランダ放送交響楽団のコンサートマスターに移籍し、アムステルダム音楽院で教鞭をとるようになった。